# Helmut Lang (Grafiker)
Helmut Lang (* 9. Oktober 1924 in Sandau; † 6. Juni 2014 in Köln) war ein deutscher Grafiker.

## Leben und Werk
Lang besuchte von 1934 bis 1942 die Oberschule in Böhmisch-Leipa. Sein Vater Willy Lang war Grafiker und der eigentliche Lehrer seines Sohns, vor allem in technischen Fragen. Von 1942 bis 1945 war Lang u. a. in Italien im Kriegsdienst, aus dem er schwer krank zu seinen Eltern zurückkehrte. Die Familie wurde 1945 aus ihrer Heimat zwangsausgesiedelt und kam nach Zwickau. Von 1945 bis 1946 studierte Lang als Meisterschüler von Walter Tiemann an der Staatlichen Akademie für graphische Künste und Buchgewerbe in Leipzig. Danach arbeitete er als freischaffender Grafiker in Zwickau.
1958 ging Lang in die Bundesrepublik und lebte und arbeitete als freischaffender Künstler in Nieukerk.

## Ehrungen
- 1947 Max-Pechstein-Preis (für seine Reihe von 11 Radierungen „Aus meinem Leben“)
- 1958 Förderpreis zum Sudetendeutschen Kulturpreis

## Zeitgenössische Rezeption
„Sehen und Zeichnen sind ihm von Natur gegeben, dazu sicheres Beobachten und der unwiderstehliche Drang zu künstlerischen Gestalten. Seine dichterische Phantasie schaltet frei mit Vorbild und Vorwurf. Die dramatische Möglichkeit einer Situation wird zugespitzt, satirisch gefasst und mit verblüffender Klarheit kühn auf den Grund gesetzt. Das ist der Eindruck, den seine älteren Federzeichnungen erwecken. In ihrer Frühreife gemahnen sie an sehr große Vorbilder“. Gertrud Rudloff-Hille

## Werke (Auswahl)
Druckgrafik
- Zwiesprache, Radierung aus dem Zyklus „Aus meinem Leben“[3]
- Versuchung, Radierung aus dem Zyklus „Aus meinem Leben“[4]
- Er hütet Schweine, Radierung aus dem Zyklus "Aus einem Leben"[5]
- Ecce Homo, Radierung aus dem Zyklus „Ein Lied vom Tod“[6]
- Tod und Geiz, Radierung aus dem Zyklus „Ein Lied vom Tod“[7]

### Zeichnungen
- Till Ulenspiegel und Lamme Goedzak (vor 1947, Tusche)[8]
- Hirtenpaar (vor 1947, Federzeichnung)[9]

Kunst am Bau
Entwürfe für Glasfenster in fast 50 Kirchen in Nordrhein-Westfalen, darunter vierzehn große Glasfenster im südlichen Seitenschiff der Wallfahrtsbasilika Mariä Heimsuchung in Werl (1961; Ausführung in der klostereigenen Glaswerkstatt)

## Ausstellungen (unvollständig)

### Personalausstellungen
- 1947: Zwickau, Städtisches Museum („5 Zwickauer Maler und Graphiker stellen aus“; mit Willy Lang, Käte Richter-Lohse, Karl-Heinz Schuster und Alfred Tröger)[12]

- 1948: Halle, Galerie Henning (Radierungen, Zeichnungen, Holzschnitte)[13]

### Ausstellungsbeteiligungen
- 1947: Freiberg, Stadt- und Bergbaumuseum, 2. Ausstellung Erzgebirgischer Künstler[14]
- 1948: Freiberg, Stadt- und Bergbaumuseum („3. Ausstellung Erzgebirgischer Künstler“)[15]
- 1948: Chemnitz, Schlossberg-Museum, und Glauchau, Stadt- und Heimatmuseum Glauchau („Mittelsächsische Kunstausstellung“)[16]
- 1948: Zwickau, Städtisches Museum Zwickau („Die Jüngsten“)
- 1948: Freiberg, Stadt- und Bergbaumuseum, 3. Ausstellung Erzgebirgischer Künstler[17]
- 1949: Glauchau, Stadt- und Heimatmuseum („Frühjahrs-Kunstausstellung 1949“ des Zwickauer Künstlerkreises)